# Сухова (деревня)
Сухова — деревня в Вагайском районе Тюменской области, входит в состав сельского поселения Зареченское.

## География
В 400 метрах от деревни протекает река Вагай. До центра поселения — села Заречный — около 9 километров по шоссе. Автомобильное сообщение с центром района.

## Население
| 2010 |
| ---- |
| 3    |